# Oedipina
Oedipina é um género de anfíbios caudados pertencente à família Plethodontidae.

## Espécies
- Oedipina alfaroi
- Oedipina alleni
- Oedipina altura
- Oedipina carablanca
- Oedipina collaris
- Oedipina complex
- Oedipina cyclocauda
- Oedipina elongata
- Oedipina fortunensis
- Oedipina gephyra
- Oedipina gracilis
- Oedipina grandis
- Oedipina ignea
- Oedipina maritima
- Oedipina pacificensis
- Oedipina parvipes
- Oedipina paucidentata
- Oedipina poelzi
- Oedipina pseudouniformis
- Oedipina savagei
- Oedipina stenopodia
- Oedipina stuarti
- Oedipina taylori
- Oedipina tomasi
- Oedipina uniformis